# Franz, Duce de Bavaria
Franz Bonaventura Adalbert Maria Herzog von Bayern (n. 14 iulie 1933) este Șeful Casei de Wittelsbach, fosta casă regală a Bavariei. Străbunicul său a fost Ludwig al III-lea al Bavariei, ultimul rege al Bavariei care a fost detronat în 1918. Iacobiții îl consideră a fi moștenitorul legitim al Casei Stuart.

## Biografie
Franz s-a născut la München, ca fiul cel mare al lui Albrecht, Duce de Bavaria și a soției lui morganatice, contesa Maria Draskovich de Trakostjan, care aparținea familiei Drašković, o veche familie nobilă croată. La 18 mai 1949 când Franz avea 16 ani, bunicul său Rupert, Prinț Moștenitor al Bavariei a recunoscut căsătoria părinților săi ca dinastică și Franz a devenit Duce de Bavaria.
Familia Wittelsbach s-a opus regimului nazist din Germania și în 1940 tatăl lui Franz și-a dus familia în Ungaria. În octombrie 1944, când Germania a ocupat Ungaria, familia a fost arestată, inclusiv Franz care avea 11 ani, și închisă în lagărul de concentrare Sachsenhausen situat în Brandenburg. În aprilie 1945 ei au fost mutați la lagărul de la Dachau, de unde au fost eliberați de armata americană.
După război Franz a primit educație la mănăstirea benedictină Ettal. A studiat apoi managementul afacerilor la Universitatea din München și la Zürich. Franz a dezvoltat o pasiune pentru colecții de artă modernă; astăzi multe elemente din colecția sa privată sunt cu titlu de împrumut permanent la "Pinakothek der Moderne" din München.
El deține numeroase poziții de onoare în cadrul organizațiilor civice și religioase, în Bavaria. Franz sprijină întreprinderile caritabile care ajută copii orfani din România.

### Succesiune
Franz a rămas celibatar. Cu excepția cazului în care el se va căsători și va avea un moștenitor legitim în ultimii ani din viață, la moartea lui, funcția de șef al Casei de Wittelsbach va trece fratelui său mai mic, Prințul Max, Duce de Bavaria.